# Mixomelia stidzeras
Mixomelia stidzeras là một loài bướm đêm trong họ Noctuidae.